# NGC 35
NGC 35 (również PGC 784) – galaktyka spiralna (Sb), znajdująca się w gwiazdozbiorze Wieloryba. Odkrył ją Lewis A. Swift 21 listopada 1886 roku. Niezależnie odkrył ją Frank Muller w tym samym roku.